# Церква Санта Марія де Лорето (Ачао)
Церква Санта Марія де Лорето — римо-католицький храм, розташований у селищі Ачао на острові Кінчао, що належить до архіпелагу Чилое та входить до складу Чилі. Входить до Світової спадщини ЮНЕСКО (як «Церкви на островах Чилое»).

## Історія
Церква збудована у 1740 році єзуїтами, що проповідували християнство серед місцевих індіанських племен в рамках кругових місій. На той момент Чилі належала Іспанській Короні. Зараз храм підпорядковується єпархії Сан-Карлос-де-Анкуда.
Церква Санта Марія де Лорето є однією з 16 церков, збудованих єзуїтами, що належать до Світової спадщини ЮНЕСКО як «Церкви на островах Чилое».

## Галерея

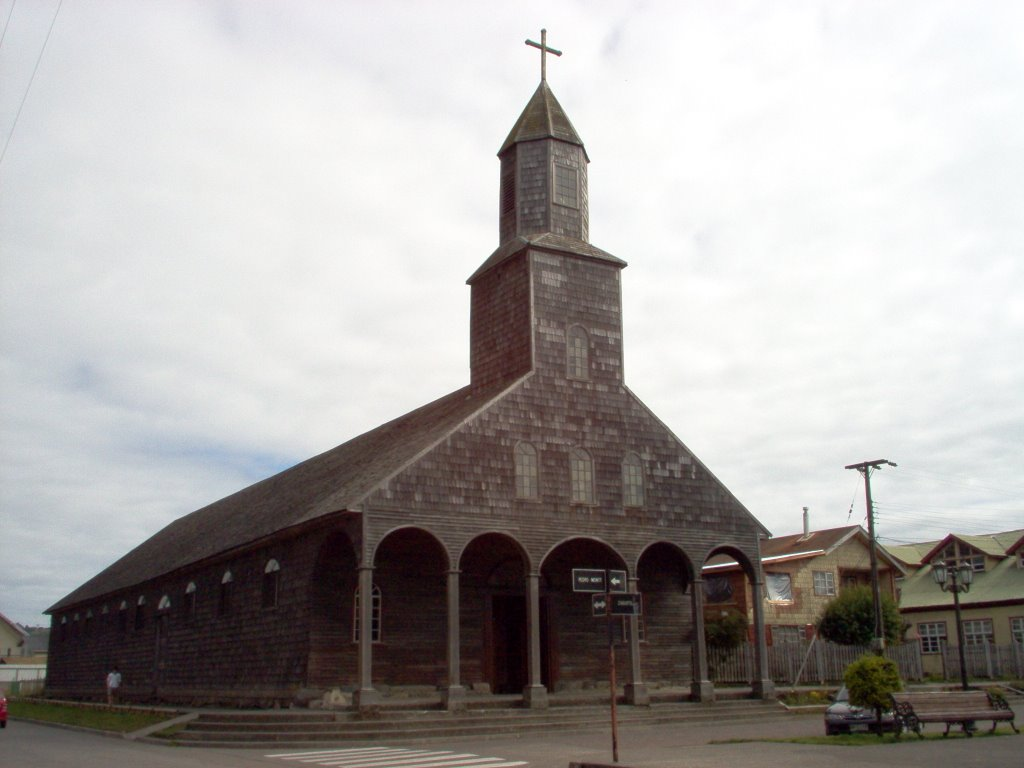
Церква Ачао
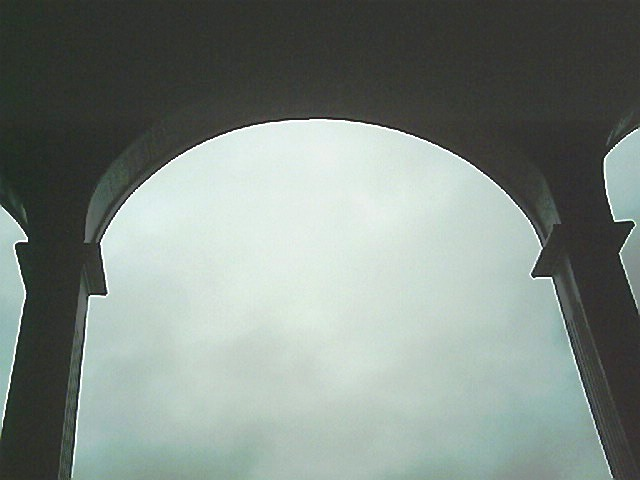
Центральна арка
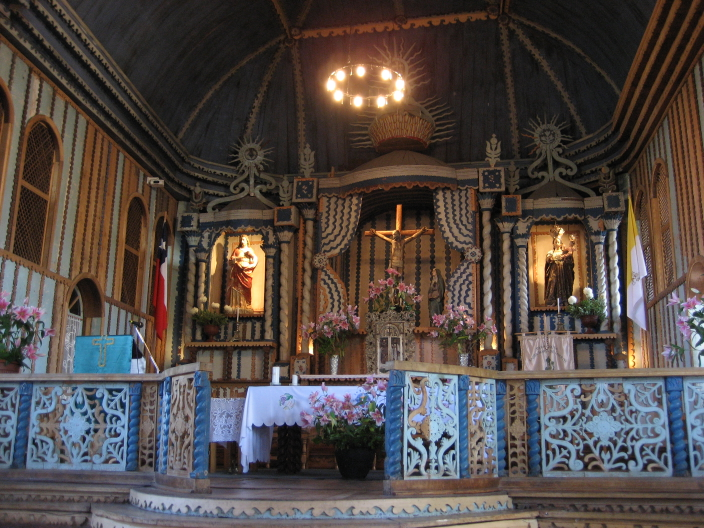
Вівтар
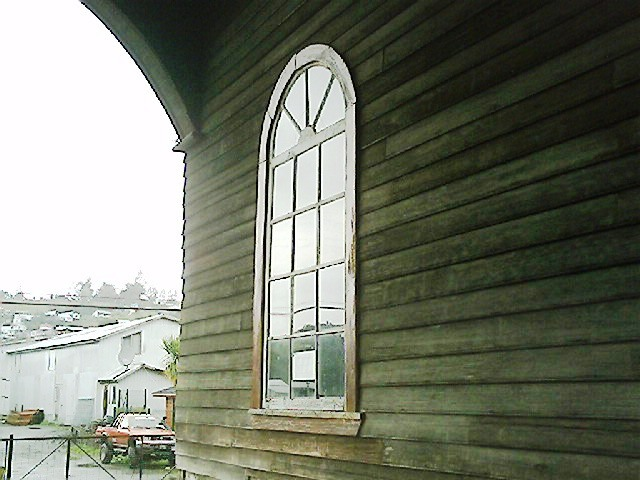
Вікно церкви
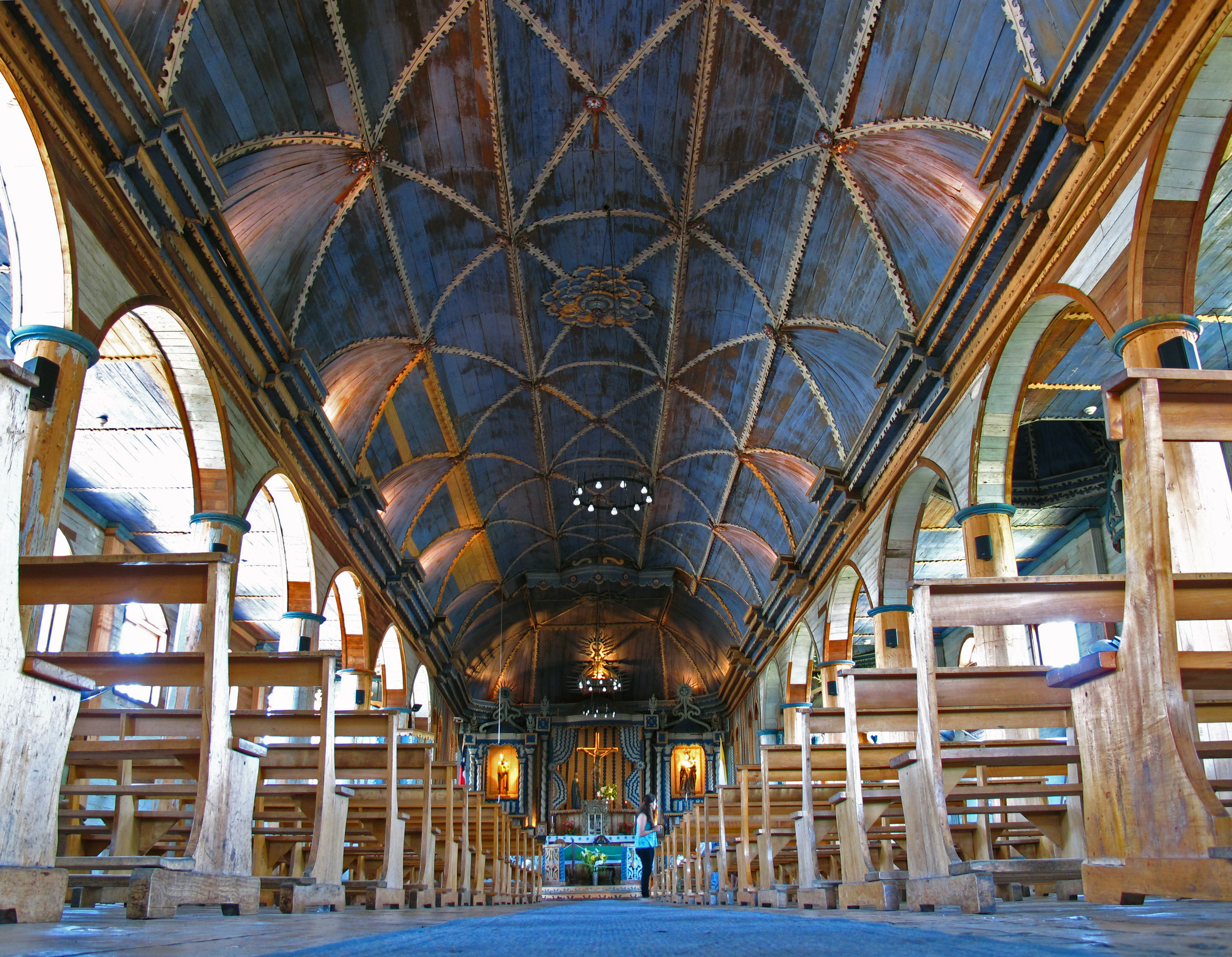
Неф церкви